# Václav Marhoul
Václav Marhoul (Praga, 30 de enero de 1960) es un director de cine, actor y guionista checo.

## Carrera
Marhoul estudió en la Academia de Artes Dramáticas FAMU de Praga, graduándose en 1984. Dirigió su primera película, Mazaný Filip, basado en la obra literaria de Raymond Chandler, en 2003. En 2008 se estrenó su segundo larometraje, Tobruk. Su película de 2019 The Painted Bird está basada en la obra del mismo nombre de Jerzy Kosiński y vio su estreno en el Festival Internacional de Cine de Venecia envuelta en polémica por sus fuertes escenas de violencia. Además ha actuado en películas como Gympl (2007), Ulovit miliardáře (2009) y Cesta do lesa (2012).

## Filmografía

### Como director
- 2019 - The Painted Bird
- 2008 - Tobruk
- 2003 - Mazaný Filip